# La strana morte del signor Benson
La strana morte del signor Benson (titolo originale The Benson murder case) è un romanzo dello scrittore statunitense S.S. Van Dine. Il romanzo fu pubblicato la prima volta nel 1926. Il libro si compone di 25 capitoli tutti intitolati, datati e con l'ora, è praticamente un diario. In alcune traduzioni italiane di questo romanzo sono presenti note a fondo pagina di rimandi vari scritti dall'autore a completamento del "diario", in altre versioni queste note e l'introduzione non sono presenti.
Tradotto in italiano nel 1929, è stato il primo della collana di gialli pubblicata da Arnoldo Mondadori Editore.
Nel 1974 il romanzo è stato ridotto per la televisione all'interno della miniserie televisiva Rai Philo Vance, con Giorgio Albertazzi.

## Introduzione
Il romanzo inizia facendo un elogio al procuratore distrettuale della contea di New York. Da quando John F. X. Markham ricopre tale carica i crimini irrisolti risultano nettamente inferiori che sotto qualunque altro procuratore. Tale incredibile successo è dovuto alla incomparabile bravura di Philo Vance. Questo è il primo caso risolto da Vance. In realtà Philo Vance non è il nome vero, ma quello che il suo biografo, S.S. Van Dine usa per riferirsi a lui. Nel raccontare questo caso straordinario S.S. Van Dine non ha avuto il permesso di divulgare il suo vero nome.

## Trama
New York, Venerdì 14 giugno del 19.. (dopo la prima guerra mondiale e prima della seconda guerra mondiale).
S.S. Van Dine frequenta la casa di Philo Vance. È il consulente legale e curatore finanziario dell'immenso patrimonio di Philo Vance. Per il suo amico compra quadri e partecipa alle aste nelle varie gallerie. Philo Vance ha una collezione molto vasta, e con pezzi alquanto rari. Possiede opere d'arte le più disparate possibili, tra cui, quadri, stampe, arazzi, ceramiche, anfore, cristalli, bronzi, ecc. sia europei che orientali ed africani, di innumerevoli epoche. Un vero e proprio museo privato. Si intende talmente tanto di arte da scoprire che un quadro, attribuito originariamente a Tiziano, era invece del Giorgione.
La mattina del 14 giugno, preceduto dal domestico Currie, irrompe in casa il procuratore distrettuale Markham dichiarando che è stato trovato morto Alvin Benson noto agente di cambio. È la signora Anna Platz governante di Alvin Benson che ha chiamato la polizia quando l'ha trovato morto. Markham aveva promesso a Vance che, appena c'era un caso interessante, lo faceva partecipe delle indagini poliziesche. Questo caso ora è arrivato secondo il procuratore distrettuale, per cui chiede a Philo Vance di seguirlo sulla scena del delitto. Una volta arrivati a casa di Alvin Benson trovano sul posto tutta la polizia che si dà un gran daffare. Al loro comando c'è il sergente Heath. Il corpo di Benson è ancora seduto sulla poltrona, in posizione naturale. Ha un foro di proiettile all'altezza della fronte. Il proiettile dopo avergli trapassato la testa si è fermato in un pannello in fondo alla stanza. L'appartamento ha delle inferriate, ancora integre, alle finestre, per cui il suo assassino deve essere entrato dalla porta d'ingresso.
Markham chiede a Dinwiddie di accompagnare a fare un giro a S. S. Van Dine e a Philo Vance per illustrargli come la polizia lavora in un caso di omicidio. Nel frattempo Markham parla con Heath. Gli dice che sarà lui (Heath) a capo di questo caso con tutti gli oneri ed eventualmente con tutti gli onori. Markham è stato tirato in questo caso solo perché conosce da tantissimi anni il fratello della vittima, Anthony Benson. Sul posto è stato rinvenuto il bossolo di una Colt automatica calibro 45. Soltanto un'arma così potente poteva uccidere Alvin Benson e far conficcare la pallottola dove è stata rinvenuta.
Il Dottor Doremus, intervenuto sul luogo del delitto, fissa l'ora della morte a circa mezzanotte e mezzo. Su una mensola, sopra al caminetto, viene rinvenuta una borsetta da donna e un paio di guanti, sempre da donna. Un agente di pattuglia, che nella notte effettuava la ronda in quel quartiere, asserisce che, verso la mezzanotte, ha notato una grande Cadillac grigia ferma davanti al portone. Si ricorda di questo particolare perché ha visto sporgere, dal bagagliaio dell'auto, dell'attrezzatura da pesca. Secondo l'agente di pattuglia l'auto è rimasta ferma per circa mezz'ora, visto che al suo successivo giro non l'ha più notata.
Viene ritrovato nell'appartamento anche un mozzicone di sigaretta che Vance semi-distrugge non ritenendolo un elemento di prova. Dopo il sopralluogo Vance, Van Dine e Markham lasciano il luogo del delitto. Secondo Markham questo è un caso molto complesso, secondo Vance invece è un caso estremamente chiaro e semplice.
Sabato 15 giugno.

Le indagini proseguono e grazie al contenuto della borsetta viene rintracciata la sua proprietaria, Muriel St. Clair. Viene invitata a presentarsi nell'ufficio del procuratore Markham dove si trovano già Van Dine e Vance. Dopo averla interrogata e non aver ottenuto risposte soddisfacenti, su consiglio di Vance, la signorina Clair non viene arrestata. Le viene intimato, comunque, di non lasciare la città.
Dopo questo episodio segue un ennesimo ed acceso scambio di vedute tra Markham e Philo Vance. Markham chiede delle spiegazioni sul motivo per cui lui (Philo Vance) ritiene questo caso molto semplice. Philo Vance, un po' a sorpresa, accetta questa "sfida" anche se non è di suo gradimento. Per prima cosa Vance, Markham e Van Dine tornano sul luogo del delitto. Con poche e semplici misurazioni Philo Vance riesce a dimostrare che l'assassino deve essere alto circa 1,75 m. Questo è il motivo per cui la signorina Muriel, che è alta circa 1,64 m. non può essere l'assassina. Il primo indiziato di questo omicidio, la signorina Muriel St. Clair deve essere immediatamente scagionata, nonostante le moltissime prove indiziarie. Neanche il suo fidanzato, il capitano Leacock può essere l'assassino, visto che è alto 1,80 m. Anche il secondo indiziato va scagionato.
Nella stessa occasione viene interrogata la domestica di Benson, la signora Platz. Prima nega tutto e poi, dopo che Vance le fa capire di sapere tutto, confessa che la signorina Muriel St. Clair è stata in quella casa, in visita al suo padrone, il giorno precedente alla sua morte. Ora si capisce da dove sono venuti i mozziconi di sigaretta. Per la borsetta e i guanti Philo Vance sospetta che sia stato l'assassino a portarli in casa di Alvin Benson, con l'intento di sviare le indagini. Vance ha appena appurato che Muriel St. Clair ha discusso con Alvin Benson nella mattinata ma sia la borsetta che i guanti di Muriel sono da sera. Questo è un altro particolare che non torna e che la fa scagionare.
Domenica 16 giugno.

Vengono raccolte delle informazioni sulla vita privata di Alvin Benson, ed un suo amico Leander Pfyfe gli dice che aveva una cotta per la bella signorina Muriel St. Clair, fidanzata al capitano Philip Leacock. Viene appurato che la Colt che ha ucciso Alvin Benson è in dotazione all'esercito. Il capitano Philip Leacock è un ufficiale dell'esercito.
Lunedì 17 giugno.

Philip Leacock, quando viene interrogato, dichiara che ha perduto la sua pistola in Francia. Nonostante l'interrogatorio sia molto incisivo, le risposte sono molto evasive come se Leacock proteggesse qualcuno. Almeno è questo che sospettano Vance e Markham. Le indagini proseguono, viene trovata la Cadillac grigia e il suo proprietario è Leander Pfyfe, amico intimo della vittima.
Martedì 18 giugno.

Grazie al pedinamento di un poliziotto Markham e Vance, vengono a sapere che il capitano Leacock si è disfatto, gettandolo nel fiume, di un pacchetto delle dimensioni di una Colt calibro 45. Sono state raccolte delle informazioni su Leander Pfyfe. Queste informazioni dicono che Pfyfe ha abusato della fiducia del suo amico Alvin Benson visto che aveva emesso un assegno a suo nome per la fantastica cifra di 10.000 dollari. Sembra che Alvin Benson abbia scoperto tutto e la sera prima della sua morte si sia incontrato ed abbia litigato con il suo amico Leander Pfyfe. Markham sposta i sospetti su Leander Pfyfe visto i nuovi sviluppi dell'indagine e lo convoca immediatamente per poterlo interrogare.
Leander Pfyfe ammette di aver fatto una scorrettezza al suo amico, ma non l'ha ucciso. Altre informazioni vengono prese su Pfyfe e queste dicono che ha preso in prestito dei soldi dal suocero senza il suo permesso, investendoli in un affare andato molto male. Per poter rendere i soldi al suocero emette un assegno a nome Alvin Benson.
Poco dopo c'è un colpo di scena, la segretaria dei due fratelli Benson fa una confessione, a Markham e Vance. Nella cassaforte di Alvin Benson, prima della sua morte, era presente un pacchetto, che la sera dell'omicidio, la vittima ha portato a casa. Confessa pure che tra i due fratelli non c'era molta sintonia, anzi si spiavano a vicenda.
Mercoledì 19 giugno.

Intanto viene scoperto che la signorina Paula Banning ha dato i suoi gioielli a Leander Pfyfe per poterli utilizzare come garanzia per coprire il debito contratto con Alvin Benson. Nel pomeriggio Philip Leacock si reca nell'ufficio di Markham e firma una confessione dove dichiara di essere stato lui ad uccidere Alvin Benson. Markham è contento perché ora il caso è chiuso, ma Vance gli fa notare che ci sono molte cose che non tornano tanto che ritiene che la confessione serva a coprire un'altra persona.
Molte fatti circostanziali avvalorano la confessione di Philip Leacock. Philo Vance non è convinto e chiede di contro-interrogare Philip Leacock. Dalla contro-interrogazione risulta chiaro che è innocente, visto che è caduto in tantissime contraddizioni anche piuttosto grossolane e palesi. Gli interrogatori proseguono serrati, viene interrogata la signorina Muriel St. Clair che spiega il motivo per cui i suoi guanti e la sua borsetta sono stati ritrovati presso l'abitazione di Alvin Benson. Poco dopo anche la signora Anna Platz viene interrogata e confessa di essere la madre di Elsie Hoffman. Dagli indizi raccolti il procuratore Markham sposta i suoi sospetti su Leander Pfyfe, ma anche in questo caso Philo Vance gli dice che è sulla strada sbagliata, il colpevole è... Vance gli comunicherà il colpevole solo il giorno dopo, ora deve andare ad un concerto e non ha tempo per dare le dovute spiegazioni.
Giovedì 20 giugno.

Alle 9:00 il procuratore Markham si presenta da Vance, visto che Vance gli ha promesso di rivelargli il nome dell'assassino di Alvin Benson. Markham ha portato con sé i rapporti degli alibi di tutti i possibili colpevoli. Dopo aver ipotizzato che altri due personaggi siano i colpevoli, Markham, Vance e Van Dine vanno a casa di un sospettato e effettuano una perquisizione. Trovano la pistola che ha ucciso Alvin Benson e i gioielli che Paula Banning ha prestato a Leander Pfyfe come assicurazione per coprire un suo debito contratto con Alvin Benson. Riescono a capire come il colpevole si sia potuto procurare un alibi, apparentemente, di ferro, ma che a un esame più approfondito sia risultato falso. Il procuratore distrettuale convoca l'assassino nel suo ufficio con la scusa di rivelargli chi ha ucciso Alvin Benson e, in quell'occasione, lo arresta. L'assassino viene condannato. Vance spiega a Markham, visto che aveva capito sin dal primo momento chi era l'assassino, come aveva fatto a capirlo e il motivo per cui hanno indagato anche sugli altri indiziati.

## Personaggi principali
- Philo Vance: investigatore dilettante
- S.S. Van Dine: amico e biografo di Philo Vance
- Currie: maggiordomo di casa Vance
- John F. X. Markham: procuratore distrettuale della contea di New York
- Ernest Heath: sergente di polizia
- Alvin Benson: agente di cambio
- Maggiore Anthony Benson: fratello e socio in affari di Alvin
- Anna Platz: governante di Alvin Benson
- Muriel St. Clair: cantante
- Philip Leacock: capitano dell'esercito e fidanzato di Muriel St. Clair
- Leander Pfyfe: amico di Alvin Benson
- Colonnello Ostrander: amico di Alvin Benson
- Paula Banning: amica di Leander Pfyfe
- Elsie Hoffman: segretaria dei fratelli Benson
- William M. Moran: ispettore a capo dell'ufficio investigativo
- Dinwiddie: sostituto procuratore
- Dottor Emanuel Doremus: medico legale

## Critica
"La strana morte del signor Benson ha una trama piuttosto asciutta e austera. Si tratta di un omicidio semplice e lineare e la soluzione è priva dei sottintesi simbolici dei due libri seguenti. L'attenzione si focalizza invece sulla mente e sulla personalità di Philo Vance. Il libro è scritto nel sontuoso stile di Van Dine, uno stile non in linea con il semplice vernacolo reso popolare negli anni venti da Ernest Hemingway, Sinclair Lewis ed altri. Lo stile di Van Dine suggerisce invece i capolavori di prosa elaborata di Sir Walter Raleigh, Sir Thomas Browne e Charlotte Brontë."
"Il primo e il migliore, in parte perché Van Dine aveva il modello del vero caso del delitto di Joseph Ewell (1920) per tenere a freno la sua fantasia."

## Edizioni
- La strana morte del Signor Benson, traduzione di Paride Mantovani (pseudonimo di Enrico Piceni), Collana I Libri Gialli n.1, Milano, Arnoldo Mondadori Editore, settembre 1929.
- La strana morte del Signor Benson, traduzione di Enrico Piceni, Collana I Classici del Giallo n.166, Milano, Mondadori, 1973.
- La strana morte del signor Benson, traduzione di Pietro Ferrari, Collana I Classici del Giallo n.561, Milano, Mondadori, 1988. Collana Classici del Giallo Mondadori n.1383, Mondadori, 2016, ISSN 0009-8426 (WC · ACNP)
- Il caso Benson, traduzione di Aldo Carrer, Collana Le grandi firme del giallo n.7, Garden Editoriale, 1991. col titolo Lo strano caso del Signor Benson, Collana Il Giallo economico classico n.53, Newton, Roma, 1994; Collana I MiniMammut n.183, Newton Compton, 2016, ISBN 978-88-541-9300-0.